# Žehrovický pískovec
Žehrovický pískovec, zvaný též žehrovák, je odolná hornina, která se těžila u Kamenných Žehrovic až do 20. století. Byl použit například při výstavbě pražské svatovítské katedrály (minimálně v letech 1372 až 1378) nebo při opravách Karlova mostu v Praze (prokazatelně od poloviny 17. století).